# Uberlândia Esporte Clube
L'Uberlândia Esporte Clube, noto anche semplicemente come Uberlândia, è una società calcistica brasiliana con sede nella città di Uberlândia, nello stato del Minas Gerais.

## Storia
L'Uberlândia Esporte Clube è stato fondato il 2 novembre 1922. Nel 1984, il club ha vinto il Campeonato Brasileiro Série B, dopo aver battuto il Remo in finale. Nel 1978, l'Uberlândia ha partecipato al Campeonato Brasileiro Série A per la prima volta. Il club ha terminato al 64º posto. Nel 1979, il club ha partecipato di nuovo al Campeonato Brasileiro Série A, terminando all'11º posto. È stata la miglior prestazione del club in questa competizione. Nel 1985, l'Uberlândia ha partecipato per l'ultima volta al Campeonato Brasileiro Série A. Il club ha terminato al 33º posto.

## Palmarès

### Competizioni nazionali
- Campeonato Brasileiro Série B: 1

1984

### Competizioni statali
- Campeonato Mineiro Módulo II: 3

1962, 1999, 2015
- Taça Minas Gerais: 1

2003
- Troféu Inconfidência: 1

2020

### Altri piazzamenti
- Campeonato Brasileiro Série C:

Terzo posto: 1994
- Recopa Mineira:

Finalista: 2020